# Forza Italia (2013)
Forza Italia (trad. "Adelante Italia", o "Vamos Italia"; FI) es un partido político italiano de centroderecha, cuya ideología incluye elementos del conservadurismo liberal, democracia cristiana, liberalismo y populismo. FI es miembro del Partido Popular Europeo. Silvio Berlusconi (ex primer ministro de Italia, 1994-1995, 2001-2006 y 2008-2011) fue el líder y presidente del partido hasta su muerte en 2023. Desde entonces, el partido ha estado dirigido por Antonio Tajani (expresidente del Parlamento Europeo, 2017-2019), quien había sido vicepresidente y coordinador y ahora se desempeña como secretario. Otros miembros destacados incluyen a Elisabetta Casellati (expresidenta del Senado, 2018-2022).
El partido se separó de El Pueblo de la Libertad (PdL) en 2013 y es un renacimiento de la Forza Italia (FI) original, fundada en 1994 y disuelta en 2009, cuando se fusionó con la Alianza Nacional (AN) y varios partidos menores. para formar el PdL. FI es un partido más pequeño que el primer PdL, el cual tres escisiones importantes: Futuro y Libertad en 2010, Hermanos de Italia en 2012 y Nueva Centroderecha en 2013. En las elecciones generales de 2018, la Liga superó a la FI como el partido más grande de la coalición de centroderecha, y en las elecciones generales de 2022 se convirtió en el tercer partido más grande de la coalición, mientras que Hermanos de Italia (FdI) se convirtió en el nuevo partido dominante de La centroderecha italiana.
Después de participar en el gobierno de unidad nacional liderado por Mario Draghi, en octubre de 2022 FI se unió a la mayoría gubernamental del Gobierno Meloni con cinco ministros, incluido Tajani como vice primer ministro y ministro de Asuntos Exteriores.

## Historia

### Antecedentes y fundación
La nueva FI, anunciada en junio de 2013, fue lanzado el 18 de septiembre y el PdL se disolvió formalmente en el partido el 16 de noviembre. Un día antes, un grupo de disidentes (principalmente demócratas cristianos), encabezados por el antiguo protegido de Berlusconi, Angelino Alfano, se había separado anunciando la fundación de la alternativa Nueva Centroderecha (NCD). Otro grupo de miembros del PdL, encabezado por el exalcalde de Roma Gianni Alemanno, había abandonado el partido antes para formar Italia Primero (más tarde se unirían a Hermanos de Italia, FdI). Según Berlusconi, el PdL se convertiría en una coalición de partidos de centroderecha, incluidos el nuevo FI, la Liga Norte (LN), el NCD, el FdI, etc.
Entre los partidarios del regreso a FI, los llamados "halcones" y autoproclamados "leales", un papel destacado lo desempeñó Raffaele Fitto, quien, a pesar de tener un trasfondo común democristiano, fue un antiguo rival de Alfano. Entre los leales se encontraban Antonio Martino, Renato Brunetta, Denis Verdini, Mariastella Gelmini, Mara Carfagna, Daniela Santanchè, Niccolò Ghedini and Daniele Capezzone, mientras que Maurizio Gasparri, Altero Matteoli y Paolo Romani intentaron mediar, pero finalmente se incorporaron a la nueva FI. El símbolo de FI regresó en las elecciones regionales de Trentino-Alto Adigio de 2013, aunque de forma regional: "Forza Trentino" y "Forza Alto Adigio" (en lista con Liga Norte Alto Adigio-Tirol del Sur).
El 27 de noviembre, el Senado aprobó la expulsión de Berlusconi, tras la condena del líder por evasión fiscal en agosto, cuando Berlusconi fue condenado a cuatro años de prisión, siendo los últimos tres automáticamente indultados. El día anterior, FI se había unido a la oposición al gobierno de Enrico Letta, que todavía contaba con el apoyo de la NCD de Alfano. Este último votó en contra de la expulsión de Berlusconi, pero desde entonces se separó completamente de FI.

### Luchas internas y el ascenso de Toti
A finales de diciembre de 2013, Berlusconi debía nombrar dos vicepresidentes: Antonio Tajani (comisario europeo y vicepresidente del Partido Popular Europeo) y Giovanni Toti (antiguo editor de Studio Aperto y TG4, dos informativos de Mediaset de Berlusconi). Como resultado del resentimiento de la vieja guardia del partido, entre los que se encontraba Fitto, por el supuesto nombramiento de Toti también como coordinador general, Berlusconi lo nombró simplemente "consejero político" del partido.

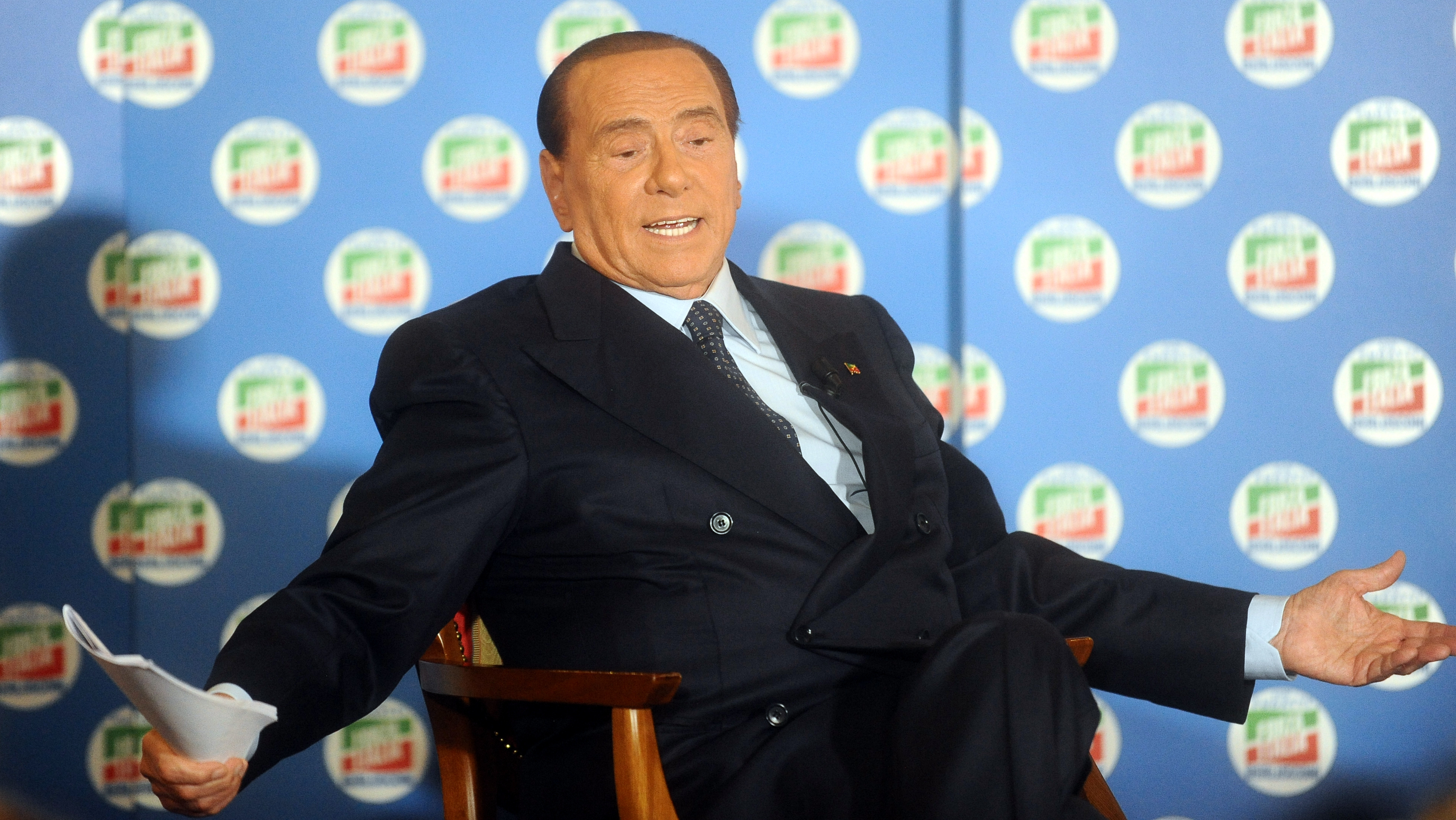
Fundador y líder de Forza Italia Silvio Berlusconi en 2018.

En las elecciones al Parlamento Europeo de 2014, FI obtuvo el 16,8% de los votos y fueron elegidos 13 eurodiputados, entre ellos Toti en el noroeste, Tajani (que había sido elegido por primera vez al Parlamento Europeo en 1994) en el centro y, sobre todo, Fitto (que obtuvo más de 180.000 votos sólo en su Apulia natal) en el Sur.
Fitto, el mayor defensor del liderazgo de Berlusconi a finales de 2013, se convirtió en su principal rival interno a mediados de 2014. Después de meses de disputas con Berlusconi sobre el llamado "pacto de Nazareno" con Matteo Renzi, líder del Partido Democrático y Primer Ministro, en febrero de 2015 Fitto lanzó su propia facción, llamada "Reconstructores". Entre los partidarios de Fitto se encontraban Capezzone, Maurizio Bianconi, Rocco Palese, Saverio Romano, Cinzia Bonfrisco, Augusto Minzolini y la mayoría de los diputados de Apulia.
En septiembre de 2014, FI fue admitida en el Partido Popular Europeo (PPE), heredando la membresía del PdL.

### Elecciones regionales y escisiones de 2015
En el período previo a las elecciones regionales de 2015, el partido se vio dividido en disputas internas y dividido principalmente en tres grupos: los leales a Berlusconi, los "reconstructores" de Fitto y los nostálgicos del "pacto de Nazareno". Estos últimos estaban dirigidos por Verdini y algunos de ellos, entre ellos Sandro Bondi, eran abiertamente pro Renzi. Bondi, un ex leal a Berlusconi, y su pareja Manuela Repetti abandonaron el partido en marzo, mientras que otros Verdiniani descontentos apoyaban al gobierno de vez en cuando. Berlusconi eligió a Toti como candidato a presidente en Liguria, confirmó al actual Stefano Caldoro como abanderado del partido en Campania y renovó su apoyo a Luca Zaia de LN en Véneto. Sin embargo, Berlusconi y Fitto no llegaron a un acuerdo sobre la composición de las listas en Apulia, donde las dos alas del partido presentaron dos candidatos opuestos a la presidencia, y surgieron problemas similares en Toscana, región natal y bastión de Verdini (y Renzi).
Dos semanas antes de las elecciones regionales, Fitto abandonó el grupo del Partido Popular Europeo en el Parlamento Europeo para unirse a los Conservadores y Reformistas Europeos. También abandonó FI por completo y lanzó su propio partido, llamado también Conservadores y Reformistas (CR). A mediados de julio, cuando CR se estableció formalmente como partido, nueve diputados, diez senadores y otro eurodiputado habían abandonado FI para seguir a Fitto.
En las elecciones, el partido perdió muchos votos, principalmente frente al LN, y obtuvo más del 10% sólo en tres de siete regiones (incluida Apulia, donde el candidato del partido obtuvo peores resultados que el de Fitto, mientras que en el Véneto, antiguo bastión, FI apenas alcanzó el 6%), pero gracias a la buena actuación de LN, Toti fue elegido Presidente de Liguria.
Otra escisión se produjo a finales de julio, cuando Verdini sacó a su grupo del partido y lanzó la Alianza Liberal Popular (ALA).

### Hacia una nueva coalición de centroderecha

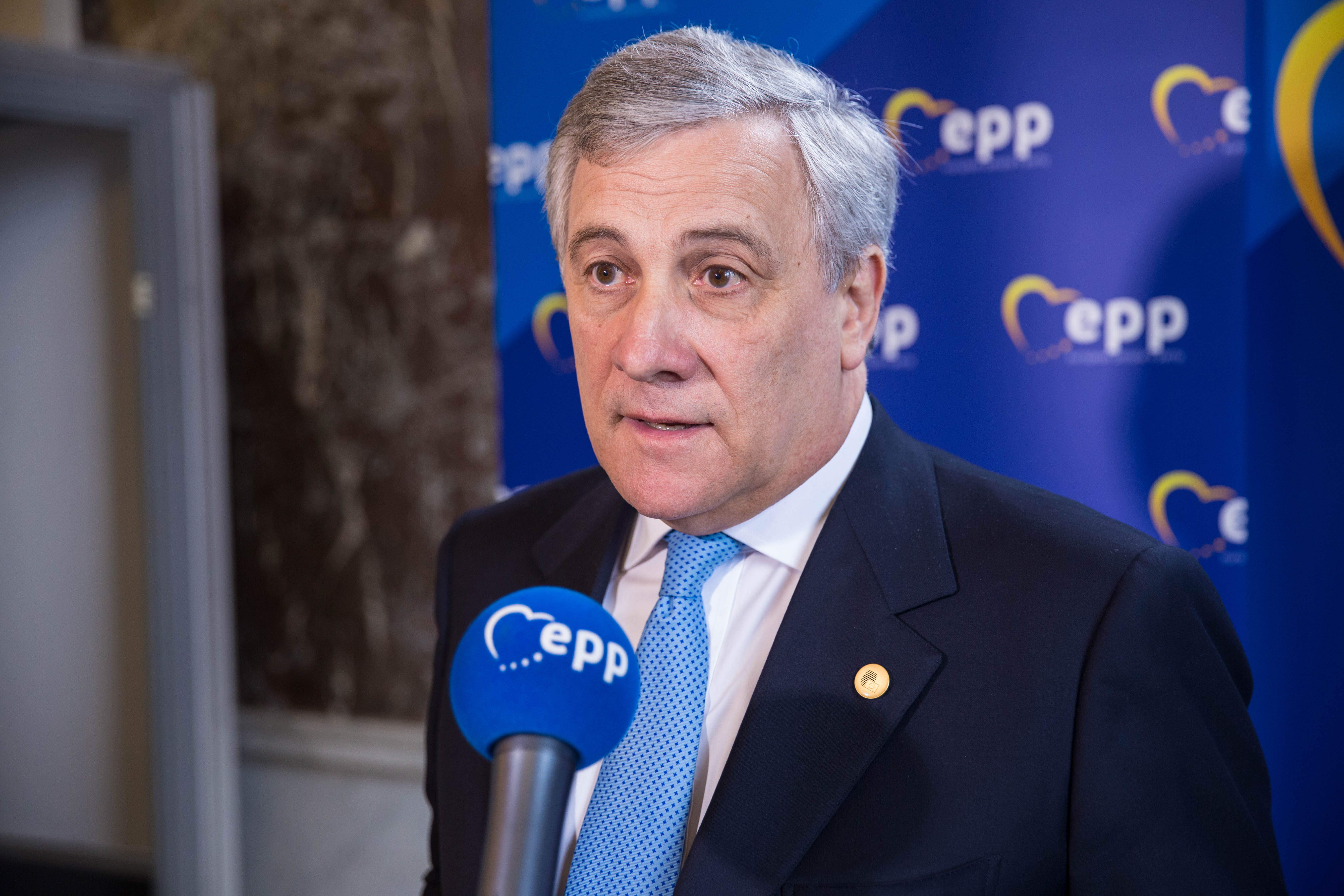
Antonio Tajani, Presidente del Parlamento Europeo de 2017 a 2019

En las elecciones municipales de Milán de 2016, FI encontró un candidato fuerte a la alcaldía en Stefano Parisi, ex director general de Confindustria y director ejecutivo de Fastweb, que llevó al partido al 20,2% (prácticamente el doble que la puntuación de LN), pero perdió por poco ante su oponente democrático en la segunda vuelta, Giuseppe Sala. Después de las elecciones, FI se dividió básicamente en dos bandos: uno liderado por Parisi, que no se unió oficialmente al partido y propuso un camino más tradicional de centroderecha "liberal-popular", y el otro liderado por Toti, que había formado un fuerte asociación con Roberto Maroni y Luca Zaia, los presidentes de LN en Lombardía y Véneto, y apoyó una alianza a gran escala con LN y, posiblemente, el intento de su líder Matteo Salvini de convertirse en líder de la coalición de centroderecha. En noviembre, cuando estaba claro que Parisi no llegaría a un acuerdo con Salvini, Berlusconi repudió a Parisi, quien respondió lanzando su propio partido Energías para Italia (EpI).
Desde entonces, el partido ha fortalecido su posición en el parlamento, gracias a la afluencia de parlamentarios de otros partidos, incluidos varios que regresaron después de años de disidencia. En agosto de 2016, dos senadores se reincorporaron al partido, entre ellos Renato Schifani del NCD y otro del ALA. En noviembre llegó Mario Mauro y sus Populares por Italia (PpI). Desde junio de 2017, al partido se unieron tres diputados y un senador de Alternativa Popular (AP, ex-NCD), un diputado y un senador del Grupo mixto (ex-Movimiento 5 Estrellas, M5S), un diputado de la Dirección Italia (DI, ex-CR), uno de Democracia Solidaria (Demo.S), uno de ¡Hacer! (F!, ex-LN) y dos senadores del ALA. En particular, Enrico Costa abandonó AP y dimitió como ministro de Asuntos Regionales en el gobierno de centroizquierda de Paolo Gentiloni, con el objetivo de formar un "centro liberal" con FI. En el contexto de un centroderecha más unido, Costa podría formar la "cuarta pata" de la coalición, después de LN, FI y FdI, uniendo a otras escisiones de AP, DI, F!, Identidad y Acción (IdeA), el Partido Liberal Italiano (PLI), la Unión de Centro (UdC) y el Partido de los Pensionistas (PP), todos afiliados de diversas formas a FI y a la centroderecha. No todos los miembros de FI estaban contentos con todo eso; de hecho, dos senadores y una diputada, Daniela Santanchè, se pasaron al FdI.
En enero de 2017, Antonio Tajani fue elegido presidente del Parlamento Europeo, el primer italiano desde Emilio Colombo (1977-1979).

### Elecciones generales de 2018
En las elecciones generales de 2018, el FI obtuvo el 14,0% de los votos y fue superado por LN por primera vez como partido mayoritario de centroderecha. Después de las elecciones, la senadora de FI, Elisabetta Casellati, fue nombrada presidenta del Senado, con el apoyo del centroderecha y del M5S. Después de meses de negociaciones, el centroderecha se fragmentó cuando la LN decidió asociarse con el M5S y formó un gobierno amarillo-verde, también denominado Gobierno del Cambio, bajo el mando del primer ministro Giuseppe Conte.
En julio, Berlusconi nombró a Tajani, que anteriormente había sido candidato a primer ministro en el período previo a las elecciones generales de 2018, vicepresidente y a Adriano Galliani como coordinador de departamentos, en un esfuerzo por reestructurar el partido, que estaba perdiendo porcentaje en las encuestas de opinión.

### Elecciones al Parlamento Europeo de 2019 y acontecimientos internos

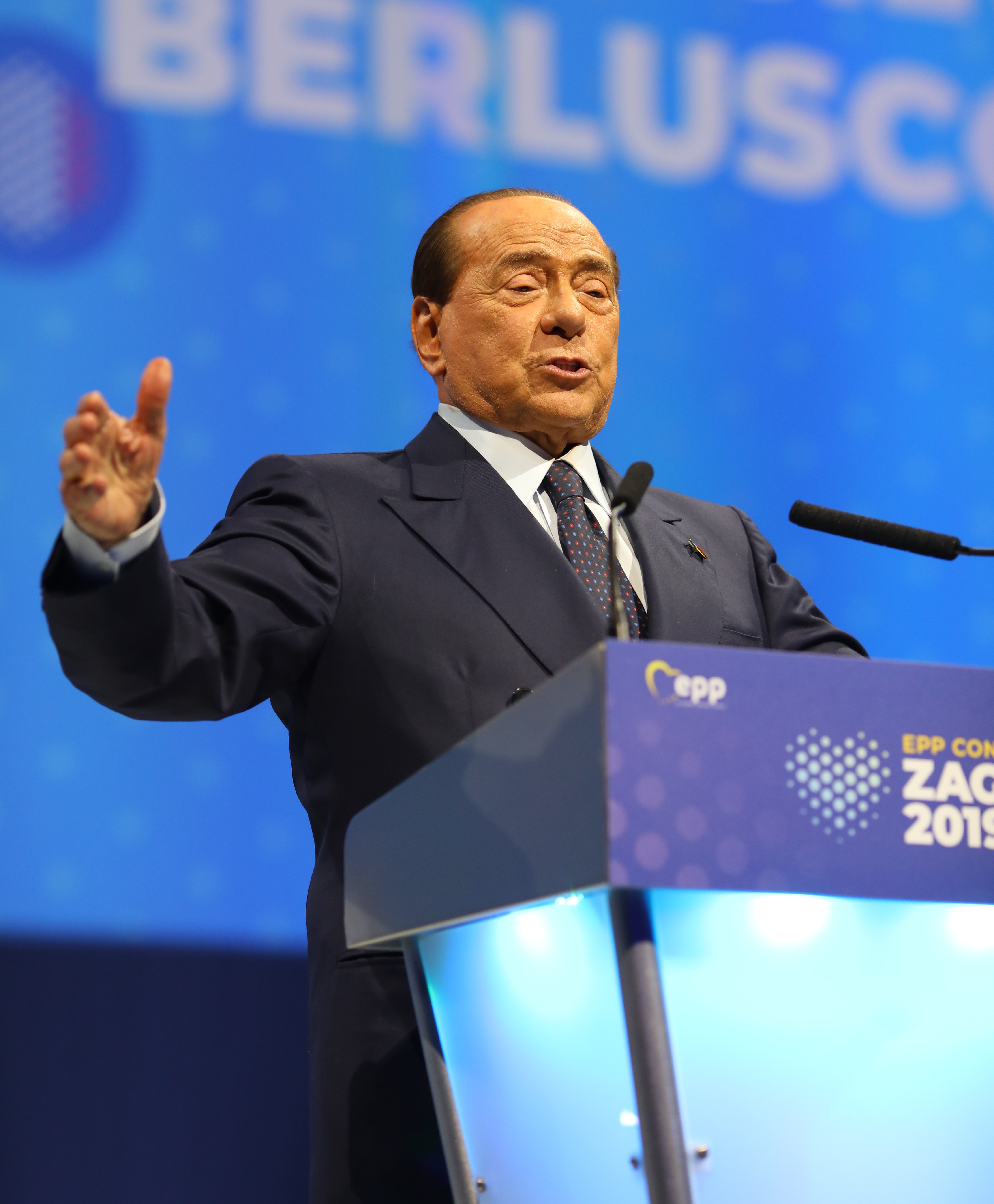
Berlusconi en el congreso del Partido Popular Europeo en 2019

Berlusconi decidió presentarse a las elecciones al Parlamento Europeo de 2019 como principal candidato de FI en todos los distritos electorales italianos, excepto en el centro de Italia. En las elecciones, FI obtuvo sólo el 8,8% de los votos, el peor resultado de su historia. Berlusconi era uno de los representantes electos del partido en el Parlamento Europeo y el miembro de mayor edad de la asamblea.
En junio, Berlusconi nombró coordinadores nacionales a Toti y Carfagna, con el objetivo de reformar y relanzar el partido. Sin embargo, después de unas semanas, Toti abandonó el partido en oposición a Berlusconi y lanzó Cambiamo!. Una de las principales razones de la división fue el apoyo de Toti a una alianza con la Liga y los Hermanos de Italia (FdI) a nivel nacional, sobre la cual Berlusconi se mostró reticente y Carfagna en contra.

### El gobierno de unidad nacional de Draghi
En enero de 2021, el segundo gobierno de Conte cayó tras perder el apoyo del partido Italia Viva de Matteo Renzi. Posteriormente, el presidente Mattarella nombró a Mario Draghi para formar gobierno, que obtuvo el apoyo de FI, la Liga, el PD y el M5S. El nuevo gobierno designó a FI tres ministros: Renato Brunetta en Administración Pública, Mariastella Gelmini en Asuntos Regionales y Mara Carfagna en el Sur.
En julio de 2022, el M5S no participó en el voto de confianza del Senado sobre un proyecto de ley gubernamental. El primer ministro Draghi presentó su dimisión, que fue rechazada por el presidente Mattarella. Después de unos días, Draghi buscó nuevamente un voto de confianza para asegurar la mayoría gubernamental que apoya a su gabinete, al tiempo que rechazó la propuesta presentada por la Liga y FI de un nuevo gobierno sin el M5S. En aquella ocasión, ni FI ni tampoco el M5S, la Liga y FdI participaron en la votación. En consecuencia, Draghi presentó su dimisión definitiva al presidente Mattarella, quien disolvió las cámaras del Parlamento, lo que dio lugar a elecciones anticipadas. La abstención del partido llevó a algunos miembros destacados de FI, entre ellos los tres ministros Brunetta, Gelmini y Carfagna, a abandonar el partido.

### El Gobierno Meloni y la muerte de Berlusconi
En las elecciones generales de 2022, FI, que formaba parte de la coalición de centroderecha ganadora, obtuvo el 8,1% de los votos, frente al 26,0% de la FdI y el 8,8% de la Liga. Como resultado, Giorgia Meloni, líder de FdI, aceptó la tarea de formar un nuevo gobierno y anunció el Gobierno Meloni, que asumió funciones oficiales después de que cada ministro prestara juramento el 22 de octubre. FI se unió al nuevo gobierno con cinco ministros, entre los que destaca Tajani como vice primer ministro y ministro de Asuntos Exteriores.
El 12 de junio de 2023 murió Berlusconi, dejando el futuro del partido en la incertidumbre. El gobierno italiano, encabezado por Meloni, proclamó un día de luto nacional para el día del funeral, ordenando además que las banderas ondeen a media asta durante tres días. El 14 de junio, Mario Delpini, arzobispo de Milán, ofició el funeral de estado de Berlusconi en rito ambrosiano en la catedral de Milán; Al funeral asistieron, entre otros, el presidente Mattarella, Meloni y todo el gobierno, así como líderes de la oposición y jefes de Estado o de gobierno extranjeros.
Unos días después de la muerte de Berlusconi, el partido anunció que se convocaría un consejo nacional antes de finales del verano para nombrar un presidente en funciones y determinar la hoja de ruta hacia el congreso nacional que elegiría a la dirección del nuevo partido.

### Liderazgo de Tajani y elecciones europeas de 2024

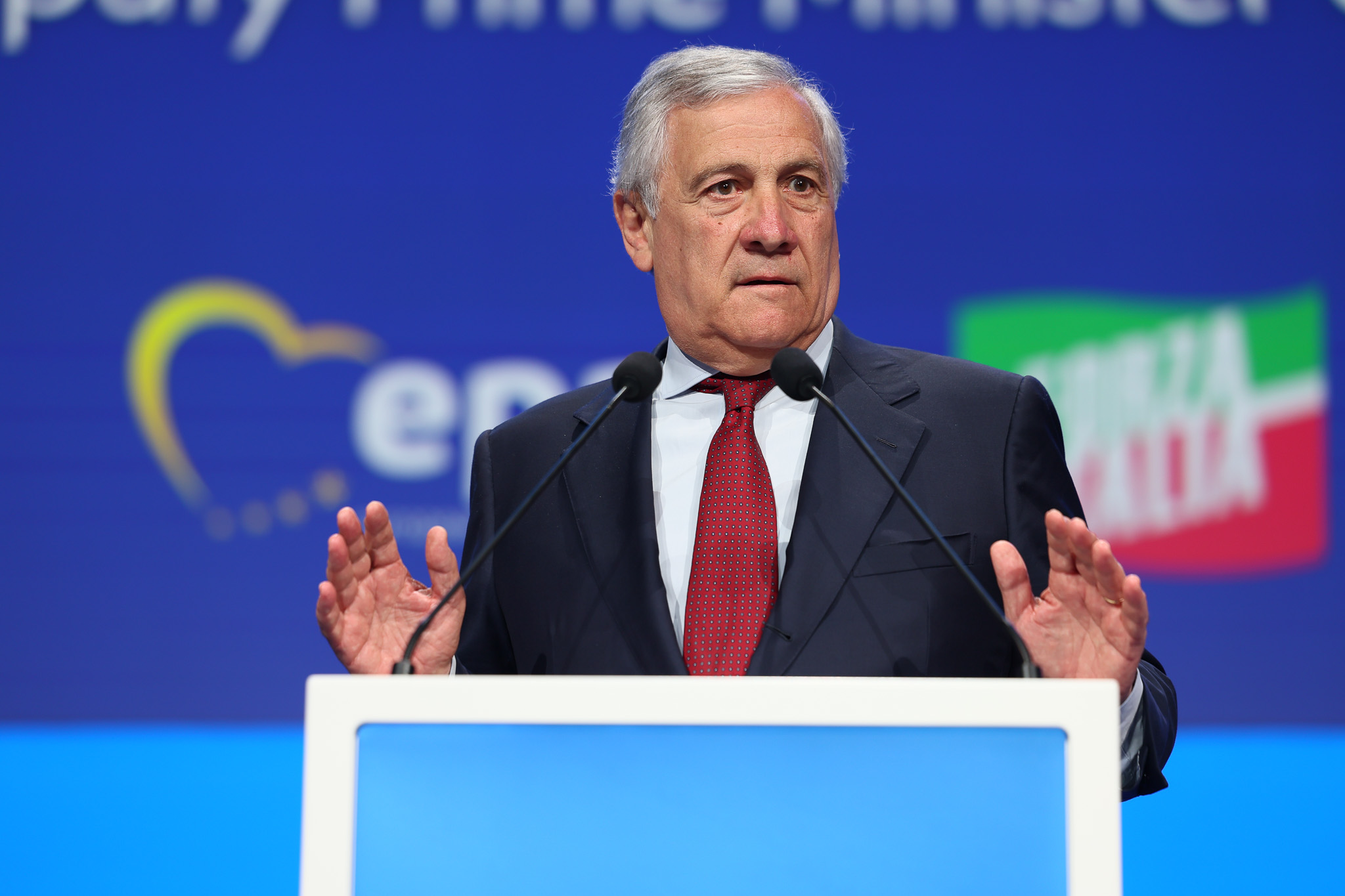
Antonio Tajani hablando en la cumbre del PPE de 2025

En julio, el consejo nacional del partido modificó los estatutos del partido eliminando el cargo de presidente, que quedaría asociado para siempre con Berlusconi (incluso en el símbolo del partido), e introduciendo el puesto de secretario. En contexto, Tajani fue elegido secretario por unanimidad.
En febrero de 2024, el partido celebró su primer congreso nacional. Tajani fue reelegido secretario por unanimidad, junto a cuatro subsecretarios (Stefano Benigni, Deborah Bergamini, Alberto Cirio y Roberto Occhiuto), mientras que Renato Schifani fue designado presidente del consejo nacional.
En el período previo a las elecciones al Parlamento Europeo de 2024, FI formó una lista conjunta con Nosotros Moderados, firmó un pacto electoral con el Partido Popular Sudtirolés y dio la bienvenida a los candidatos de los Reformadores Sardos. Además, los candidatos de FI o individuales fueron respaldados por Coraggio Italia, el Movimiento por las Autonomías, Sicilia Futura, Democracia Cristiana, Tiempos Nuevos - Populares Unidos, otros grupos democristianos menores o locales y el Partido Radical Transnacional. Además, varios exmiembros de la Liga Norte, entre ellos Flavio Tosi (antiguo líder de la Liga Véneta, ahora líder de la FI en Véneto), Alessandro Sorte (líder de FI en Lombardía), Roberto Cota (expresidente de Piamonte), Marco Reguzzoni (exlíder parlamentario de la Liga Norte en la Cámara de Diputados), Massimiliano Bastoni (exmiembro del ala derecha de la Liga Norte y destacado nacionalista padano), Matteo Gazzini (eurodiputado saliente y líder de FI en Tirol del Sur) y Stefania Zambelli (eurodiputada saliente), formaron, dentro del partido, una coalición denominada "Forza Nord". En las elecciones, el partido obtuvo el 9,6% de los votos, mejorando sus resultados de 2019 y eligiendo a 8 eurodiputados.
En septiembre de 2024, FI fue admitida en la Unión Internacional Demócrata.

## Ideología y facciones
La ideología de FI es similar a la de su predecesor, El Pueblo de la Libertad (PdL), un partido atrapalotodo de centroderecha que incluye a demócratas cristianos, liberales, conservadores y socialdemócratas. FI se presenta como una alternativa "liberal", "católica", "reformista" y "moderada" a la izquierda política en alianza con la derecha política pero no derechista en sí. La ruptura del PdL y la salida de la Nueva Centroderecha (NCD) dejaron a FI con una base más liberal. En términos generales, con el regreso largamente preparado a FI, Berlusconi pretendía volver a las "raíces liberales" del partido; Al hacerlo, reforzó sus vínculos con aquellos liberales, como Antonio Martino, que habían sido marginados en el PdL, mientras pierde a muchos de sus democristianos y conservadores a favor del NCD. Después de las luchas internas de NCD, su transformación en Alternativa Popular (AP) y varias divisiones, algunos conservadores de NCD han regresado a FI. En 2015, FI perdió varios diputados liberales, que formaron la Alianza Liberal Popular en apoyo al gobierno de Matteo Renzi.
FI incluye varias facciones y tendencias ideológicas. La facción principal del partido no estuvo organizada durante mucho tiempo: los periodistas la denominaron "círculo mágico" (en referencia a una facción extinta dentro de la Liga Norte), y estaba compuesta por los aliados más cercanos de Berlusconi, entre los que se encontraban, en particular, Giovanni Toti, Mariarosaria Rossi, Deborah Bergamini, y Francesca Pascale (pareja de Berlusconi). Desde que fue elegido presidente de Liguria en 2015, Toti se volvió más autónomo respecto de Berlusconi y cada vez más partidario de vínculos más estrechos con la Liga Norte. En 2018, Toti perdió el título de "consejero político" (lo más parecido a un número dos hasta ahora) y Berlusconi nombró vicepresidente a Antonio Tajani. En 2019, Toti finalmente abandonó el partido.

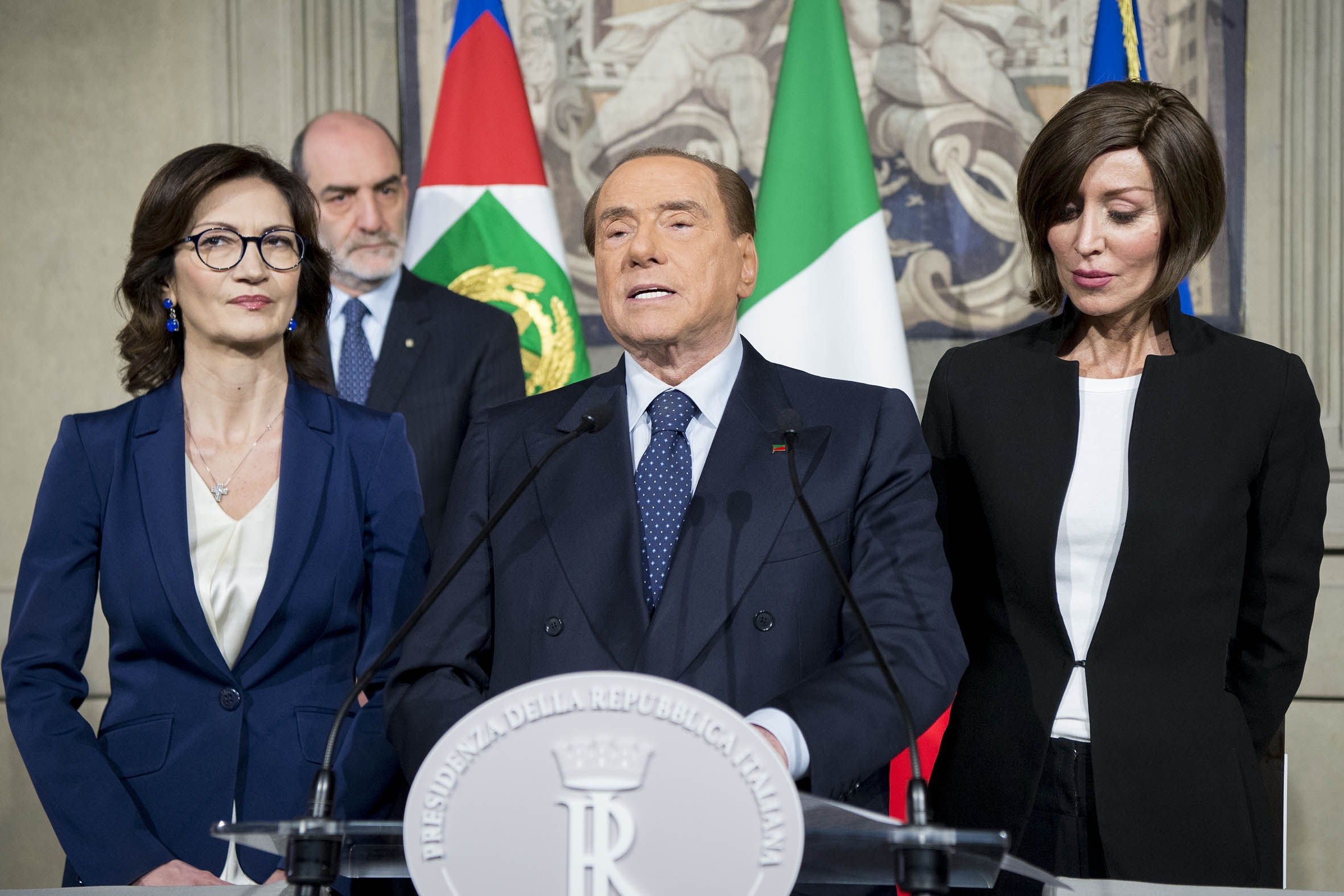
Berlusconi con las líderes de FI en el Parlamento, Mariastella Gelmini y Anna Maria Bernini

En cuestiones sociales, la mayoría de los políticos de FI son conservadores, aunque una minoría de ellos puede considerarse liberal. Según un artículo del Corriere della Sera, en las llamadas "cuestiones éticas" como el aborto y los derechos LGBT, el partido pretendía volver a los valores originales de 1994, incluido "el liberalismo, las raíces socialistas, incluso el componente radical", respeto a la "libertad de conciencia" de sus parlamentarios y abierto a las uniones civiles, mientras que las posiciones de NCD eran "más cercanas a las de la derecha tradicionalista europea". En octubre de 2014, Berlusconi respaldó personalmente las propuestas de Renzi sobre uniones civiles para homosexuales y un camino más rápido hacia la ciudadanía para los hijos de inmigrantes nacidos en Italia; sin embargo, el partido siguió siendo socialmente conservador. FI aclaró que considera el matrimonio únicamente como la unión entre un hombre y una mujer. La mayoría de sus miembros votó en contra de las uniones civiles, mientras que el NCD votó a favor. Además, el partido critica la enseñanza de estudios de género en las escuelas. Los miembros del partido se oponen en general al aborto y buscan limitar el acceso a él y a la eutanasia. El partido ha criticado la inmigración ilegal y la forma en que la han gestionado los gobiernos de la coalición de centroizquierda. También se ha declarado en contra de la introducción del Ius soli en Italia. Además, el partido se opone a la liberalización de las drogas, que considera potencialmente negativa para la salud y poco útil para resolver asuntos penales. Cuando los predecesores de FI estuvieron en el poder, restringieron la legislación en la materia, con la ley Fini-Giovanardi. Finalmente, FI considera a Italia como un país con una civilización cristiana y favorece la exhibición de símbolos cristianos en los lugares públicos.
En cuestiones económicas, FI apoya más al sector privado que al público. Su objetivo es representar los intereses de los propietarios de empresas y, a menudo, ha abogado por una reducción de los impuestos, la burocracia y el gasto público. Una de sus últimas propuestas es la introducción de un impuesto plano. Además, FI apoya más los acuerdos de libre comercio que el proteccionismo.
En política exterior, el partido apoya a la Unión Europea (UE), a pesar de elementos críticos, a la OTAN y a una estrecha relación con Estados Unidos. FI también busca buenas relaciones con Rusia, especialmente en defensa de los intereses de las empresas italianas que exportan al mercado ruso. El partido es miembro del centroderechista europeísta Partido Popular Europeo (PPE). Mientras que la mayoría de sus miembros apoyan a la Unión Europea (UE), siendo el ejemplo más notable Tajani (presidente del Parlamento Europeo de 2017 a 2019), otros son ligeramente euroescépticos y han criticado el euro y el papel de Alemania en la UE. El partido rechaza la etiqueta de "euroescéptico", aunque apoya una reforma de la UE. En 2017 Berlusconi se reconcilió con Angela Merkel, canciller de Alemania y una de las líderes del PPE, tras años de hostilidad, reafirmando su apoyo a la integración europea y su hostilidad hacia el populismo.

## Resultados electorales

### Parlamento italiano
| Elección | Líder             | Cámara de Diputados | Cámara de Diputados | Cámara de Diputados | Cámara de Diputados | Cámara de Diputados | Senado de la República | Senado de la República | Senado de la República | Senado de la República | Senado de la República |
| Elección | Líder             | Votos               | %                   | Escaños             | +/–                 | Posición            | Votos                  | %                      | Escaños                | +/–                    | Posición               |
| -------- | ----------------- | ------------------- | ------------------- | ------------------- | ------------------- | ------------------- | ---------------------- | ---------------------- | ---------------------- | ---------------------- | ---------------------- |
| 2018     | Silvio Berlusconi | 4.596.956           | 14,0                | 106/630             | Nuevo               | 4.º                 | 4.358.004              | 14,4                   | 58/315                 | Nuevo                  | 4.º                    |
| 2022     | Silvio Berlusconi | 2.278.217           | 8,1                 | 45/400              | 61                  | 5.º                 | 2.279.802              | 8,3                    | 18/200                 | 40                     | 5.º                    |

### Parlamento Europeo
| Elección | Líder             | Votos     | %    | Escaños | +/–   | Posición |
| -------- | ----------------- | --------- | ---- | ------- | ----- | -------- |
| 2014     | Silvio Berlusconi | 4.614.364 | 16,8 | 13/73   | Nuevo | 3.º      |
| 2019     | Silvio Berlusconi | 2.351.673 | 8,8  | 7/76    | 6     | 4.º      |
| 2024     | Antonio Tajani    | 2.243.030 | 9.6  | 8/76    | 1     | 4.º      |

### Consejos Regionales
| Región               | Año electoral | Votos   | %    | Escaños | +/− | Estatus en la legislatura |
| -------------------- | ------------- | ------- | ---- | ------- | --- | ------------------------- |
| Valle de Aosta       | 2020          | 3.761   | 5,7  | 0/35    | 1   | Sin escaños               |
| Piamonte             | 2024          | 162.888 | 9,8  | 5/50    | 1   | Mayoría                   |
| Lombardía            | 2023          | 208.420 | 7,2  | 6/80    | 8   | Mayoría                   |
| Tirol del Sur        | 2023          | 1.625   | 0,6  | 0/35    | 0   | Sin escaños               |
| Trentino             | 2023          | 4.708   | 2,0  | 0/35    | 1   | Sin escaños               |
| Véneto               | 2020          | 73.244  | 3,6  | 2/51    | 1   | Mayoría                   |
| Friuli-Venecia Julia | 2023          | 26.329  | 6,7  | 3/49    | 2   | Mayoría                   |
| Emilia-Romaña        | 2024          | 83.998  | 5,6  | 2/50    | 1   | Oposición                 |
| Liguria              | 2024          | 44.854  | 8,0  | 3/31    | 2   | Mayoría                   |
| Toscana              | 2020          | 69.456  | 4,3  | 1/41    | 1   | Oposición                 |
| Marcas               | 2020          | 36.716  | 5,9  | 2/31    | 0   | Mayoría                   |
| Umbría               | 2024          | 31.128  | 9,7  | 2/21    | 1   | Oposición                 |
| Lacio                | 2023          | 130.368 | 8,4  | 3/50    | 3   | Mayoría                   |
| Abruzos              | 2024          | 77.841  | 13,4 | 4/31    | 1   | Mayoría                   |
| Molise               | 2023          | 16.924  | 12,0 | 3/21    | 0   | Mayoría                   |
| Campania             | 2020          | 121.695 | 5,2  | 2/51    | 5   | Oposición                 |
| Apulia               | 2020          | 149.399 | 8,9  | 4/51    | 1   | Oposición                 |
| Basilicata           | 2024          | 34.018  | 13,0 | 3/21    | 0   | Mayoría                   |
| Calabria             | 2021          | 131.882 | 17,3 | 8/30    | 3   | Mayoría                   |
| Sicilia              | 2022          | 275.736 | 14,8 | 12/70   | 2   | Mayoría                   |
| Cerdeña              | 2024          | 43.171  | 6,3  | 3/60    | 2   | Oposición                 |

1. ↑  En una lista conjunta con Hermanos de Italia.

## Liderazgo
- Presidente: Silvio Berlusconi (2013–2023)
  - Vicepresidente: Antonio Tajani (2018–2023)[164][165]
- Secretario: Antonio Tajani (2023–presente)
- Coordinador: Giovanni Toti (2019), Mara Carfagna (2019), Antonio Tajani (2021–2023)
  - Vicecoordinator: Anna Maria Bernini (2021–2023), Alessandro Cattaneo (2023–2023)
- Consejero político: Giovanni Toti (2014–2018), Renato Schifani (2020–2023)
- Presidente de la Junta Nacional: Letizia Moratti (2023–presente)
- Vocero: Deborah Bergamini (2014–2018), Giorgio Mulé (2018–2023), Raffaele Nevi (2023–presente)
- Secretario organizacional: Gregorio Fontana (2015–2023), Francesco Battistoni (2023–presente)
- Líder del partido en la Cámara de Diputados: Renato Brunetta (2013–2018), Mariastella Gelmini (2018–2021), Roberto Occhiuto (2021), Paolo Barelli (2021–2022), Alessandro Cattaneo (2022–2023), Paolo Barelli (2023–presente)
- Líder del partido en el Senado: Paolo Romani (2013–2018), Anna Maria Bernini (2018–2022), Licia Ronzulli (2022–2023), Maurizio Gasparri (2023–presente)
- Líder del partido en el Parlamento Europeo: Raffaele Baldassarre (2013–2014), Elisabetta Gardini (2014–2019), Antonio Tajani (2019–2022), Fulvio Martusciello (2022–presente)

## Símbolos

Logo oficial, 2013–presente
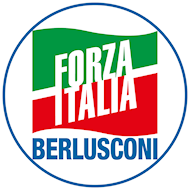
Logo electoral, 2014–2018
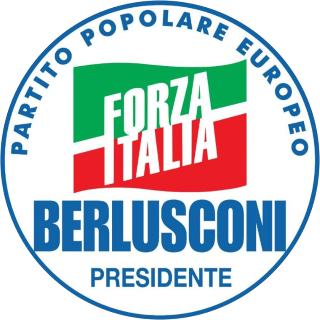
Logo electoral, Elecciones generales de 2022
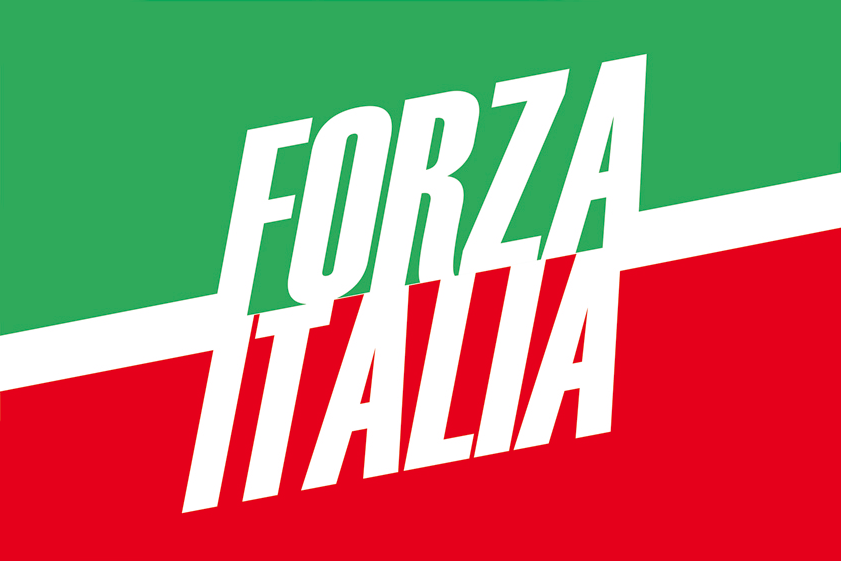
Bandera del partido